# STAT4
STAT4 با عنوان کامل خانوادهٔ پروتئین‌های ترارسانندهٔ پیام و فعال‌کنندهٔ رونویسی 4 (انگلیسی: Signal transducer and activator of transcription 4) عامل رونویسی متعلق به خانواده پروتئینی STAT است که برای تقسیم و گسترش لنفوسیت تی کمک‌کننده نوع یک از سلول‌های لنفوسیت تی بکر مورد نیاز بوده و در پاسخ به اینترلوکین ۱۲ سبب تولید اینترفرون گاما می‌شود. توزیع STAT4 به سلول‌های میلوئید، تیموس و بیضه محدود است در لنفوسیت تی در حال استراحت انسان در سطوح بسیار پایین بیان می‌شود، اما تولید آن با تحریک PHA تقویت می‌شود.